# 977 هـ
977 هـ هي سنة في التقويم الهجري امتدت مقابلةً في التقويم الميلادي بين سنتي 1569 و1570.

## مواليد
- شهاب الدين الخفاجي

## وفيات
- الخطيب الشربيني